# 曹家湾镇
曹家湾镇，是中华人民共和国陕西省宝鸡市陇县下辖的一个乡镇级行政单位。

## 行政区划
曹家湾镇下辖以下地区：
咸宜关村、跃先村、三里营村、三联村、教场塬村、米家山村、南坡村、段家峡村、流渠村、曹家山村、金山寺村、曹家湾村和红星村。